# .270 Winchester Short Magnum
270 Winchester Short Magnum або 270 WSM — гвинтівковий набій великої потужності, розроблений компанією Winchester Repeating Arms Company у 2002 році шляхом скорочення та зменшення діаметра шиї гільзи патрона .300 Winchester Short Magnum до калібру 0,277 дюйма. Правильний варіант назви згідно із SAAMI є 270 WSM, без крапки.

## Історія
Розроблений у 1963 році патрон 300 WM мав спеціально розроблену для нього гільзу, яка була перспективна як основа для розробки нових набоїв. У 2002 році Winchester представила родину патронів Winchester Short Magnum, включно з 7 mm WSM та 270 WSM. Ці набої були першими такого калібру, розробленими за останні 60 років.
270 WSM є покращеною версією старого .270 Winchester, що надає більшу швидкість кулям такої ж ваги, забезпечуючи настильнішу траєкторію та більшу енергію. Дульна швидкість на 250 фут/с (76 м/с) більша, ніж у 270 Winchester, патрон є коротшим і тому може використовуватися у компактніших гвинтівках.

## Продуктивність
Набій .270 WSM єдиний набій лінійки WSM, який значно відрізняється за балістикою від інших існуючих набоїв. Це найкращий набій на ринку для коротких затворів. Набій .300 WSM дуже схожий на популярний набій .300 Winchester Magnum, в той час як 7mm WSM за продуктивністю схожий на 7mm Remington Magnum при використання в зброї з однаковими стволами. Набій .325 WSM має свою власну нішу у Північній Америці, оскільки набою калібру 8 мм ще не настільки популярні.
За продуктивністю набій .270 WSM дуже схожий на набій .270 Weatherby Magnum, хоча значною відмінністю є те, що набій .270 WSM використовують у зброї з коротким затвором і довжиною ствола 24" (610 мм), в той час як старі набої Weatherby використовували у зброї з довжиною ствола 26" (660 мм). Набій .270 Weatherby має поясок, а набій .270 WSM не має.